# 国际星辰注册
國際星辰註冊 (International Star Registry，ISR) 創立於1979年，這家公司每隔2-3年會將它銷售的產品刊登在公司出版的《你在宇宙中的位置》。在2009年，這家公司出版了8卷，其中列出了2004年8月至2007年7月的客戶。
這家公司是Ivor Downie 於1979年在多倫多創立的。Downie將公司賣給Phylis Mosele，他將公司遷移伊利諾州的因格塞德，通過廣告，特別是收音機，使它的業務有顯著的增長。

## 產品
經常業務是禮物和紀念品產品的銷售和服務。公司所銷售的套件包括裝框和未裝框憑證、個人化的飾品、絨毛玩具、寵物石和在書中所述的恆星名稱的命名。命名服務侷限於書中的一個條目，和記載依據專業天文學家所說是未經科學或官方認可，以及該公司經常性的問題和回答。

## 批判
國際天文學聯合會 (IAU) 是國際上影响力较大的组织，可以依據國際公認的規則為恆星、行星、小行星、彗星，和其它天體命名。國際天文學聯合會不會出售命名權，也不會授權任何其他公司或機構有如此的作為。國際天文學聯合會告誡消費者，國際星辰註冊的文件沒有任何是正式的，也沒有任何的效力。事實上除了幾顆古代或阿拉伯文命名的恆星之外，幾乎所有的恆星都是以星表編號來命名，而不是使用名字。
國際天文學聯合會已經定調國際星辰註冊為恆星命名的業務為江湖郎中，並且它們的產品和市場行銷被批評為名實不符。該公司在其常問問題的頁面上澄清，銷售產品的說明： 
"天文學家們不會承認你的名字，因為你的名字只在我們的星表上發佈。
ISR進一步在它們自家的常見問題上針對它們的產品作說明：問：我的星星的名字會得到官方的承認嗎？答：不會，我們提供服務[sic]原本的想法只是作為一種特殊禮物。所有的恆星都只有編號，我們提供的名字放在那兒的想法就是給編號的禮物。這個名字記錄在我們出版的《你在宇宙中的位置》這本書中，而且美國的著作權管理單位也登錄了這本書。不過，科學團體不承認我們的恆星名字。
ISR被批評為缺乏天文知識。它們的常見問答中錯誤的指出眼睛能夠看見的恆星只有2873顆 (但它們賣出的恆星已經超過百萬顆)。根據天空的條件，在現實中可以看見的恆星數量接近一萬顆。天文學家Phil Plait認為這可能超過真實的精確數字，但看起來比ISR的更為實際和更科學。有一次，FAQ也回覆了如下的問題：如果我的星星從天而降會發生甚麼事？[我們]將自費為那個人重新命名一顆星星。卻沒有解釋那是流星體形成的流星，那與星星完全不同，而星星是不會墜落的。
公司辯護它們的產品和服務說它們並未隱瞞或要求任何關於官方性質的服務，而這顯然違背了法律。市場行銷和廣告的副總裁Rocky Mosele表示，客戶接受非官方性質的星星命名。天文學專欄作家Tammy Plotner寫道只有一些可取的教育價值：它可以激勵一些人更深入看看天上有甚麼。
ISR在俄亥俄衛斯理大學珀金斯天文臺採取法律行動時，不顧事實的正確性，對助理署長羅伯特·馬蒂諾在網站上放的一個對恆星命名公司批判做出威脅。即使在馬蒂諾移除了直接對ISR的論述，他還是被警告不要談論有關恆星命名公司的任何事情，馬蒂諾最後被迫在新聞群組中表示只是私人的評論。而国际天文学联盟指责国际星辰注册是一项“可悲的商业欺诈（a deplorable commercial trick）”。

## 外部連結
- 官方网站
- The Official Star Naming FAQ（页面存档备份，存于）
- The International Astronomical Union's statement on star registries（页面存档备份，存于）
- SPACE.com: Name a star? The truth about buying your place in heaven（页面存档备份，存于）